# Chemin de Putdael
Le chemin de Putdael est une rue bruxelloise de la commune d'Auderghem qui prolonge l'avenue Valduchesse à partir du carrefour Sainte-Anne sous forme de ruelle entièrement boisée et forme, lorsqu'il rejoint l'avenue Cardinal Micara, il forme la frontière avec Woluwe-Saint-Pierre, côté pair sur Auderghem. Sa longueur est d'environ 580 mètres sur Auderghem.
Woluwe-Saint-Pierre dispose d'une avenue de Putdael là où la Puttestraat partant du square Alexandre rejoint l'avenue Alfred Madoux pour relier Stockel.

## Historique
Le Putdael est un des chemins les plus anciens de la commune. C’était la voie ancestrale entre Auderghem et Woluwe-Saint-Pierre. Elle permettait d'éviter les terrains marécageux de la vallée de la Woluwe où il était malaisé de faire passer des charrettes.
Le chemin figure sur les cartes de Van Werden (1659) et de Ferraris (1771). Il porte le n°7 dans l’Atlas des Communications Vicinales (1843) et y est dénommé Puttestraet. Il était large de 3,30 m et long d'environ 1,4 km sur le territoire de l'actuelle Auderghem. Il se situait dans le prolongement des actuelles rue du Vieux Moulin et avenue Valduchesse.
En 1915, le propriétaire du château de Val Duchesse, Charles Dietrich, aida la commune à tracer de belles avenues entourant son domaine. L’avenue Valduchesse fut construite sur le tracé de l'ancienne Puttestraet et considérablement élargie. Ainsi, la Puttestraat fut raccourcie et depuis lors, le chemin commence au carrefour Sainte-Anne et fut appelé route du Putdael pendant la séance du collège du 5 octobre 1915, ce qui laisse supposer qu’il avait alors été pavé.
Ce chemin creux montre encore de nos jours comment les gens devaient se rendre jadis par des chemins non pavés à travers champs et bois, de village en village.

### Bibliographie

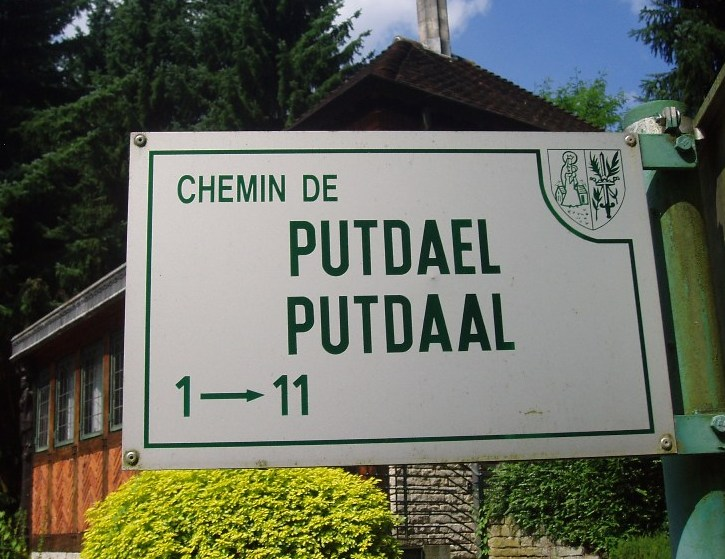